# Villarejo de San Nicolás
Villarejo de San Nicolás, San Nicolás de los Villarejos o San Nicolás era el antiguo nombre y emplazamiento de una de las poblaciones medievales que dieron origen a la actual ciudad albaceteña de Villarrobledo. Su ubicación, en el paraje de Los Santos y en la ribera del Río Córcoles, dista de la actual algo más de seis km. En 1298 el Consejo de Fernando IV El Emplazado dispuso el traslado de su población a no menos de una legua hacia Oriente, yéndose a establecer sus moradores en la cercana aldea de Robrediello. En esa época contaba ya con unos 64 vecinos (352 habitantes), iglesia y romería.
El lugar de San Nicolás aparece citado en los mapas hasta el siglo XVIII como anejo de Villarrobledo (antiguo mapa de la Provincia de La Mancha, de 1765). En 1751 se tienen noticias históricas de que aún se siguen celebrando romerías y hasta bien entrado el siglo XIX estuvo en pie la ermita de San Nicolás, antigua parroquia del Villarejo.

## Historia
La cercanía del Villarejo Rubio hace pensar que podría tratarse de un barrio o una zona de expansión de dicha población. De época hispanomusulmana, quedan vestigios de una pequeña fortificación (hisn) y una alquería adjunta que debió formar parte de un Iqlim o Taha mayor, cuya capitalidad se pudo situar en la Torre de Vejezate. Sin embargo, sus orígenes son hasta la fecha muy oscuros, incluso su localización precisa en el paraje donde estuvo ubicado este pueblo es bastante complicada pues el intenso laboreo agrícola ha borrado la práctica totalidad de sus vestigios. Si bien, a la vista de la documentación posterior, se estima que fue poblado o repoblado a mediados del siglo XIII por la ciudad de Alcaraz con el fin de apuntalar la zona norte de sus amplísimos dominios. Esta zona, fronteriza y conflictiva desde tiempos inmemoriales, constituía la punta de lanza alcaraceña frente a la Orden de Santiago y el Señorío de Alarcón; y su repoblación, tras la reconquista de la ciudad, fue una de sus prioridades políticas.
Su ubicación constituía una auténtica provocación contra la Orden de Santiago, con la que Alcaraz había porfiado por la posesión del Villarejo Rubio. La tensión, desde su inicio, hubo de ser notable a la vista de los múltiples pleitos que se plantearon entre los freyres y las tierras de realengo durante la segunda mitad del siglo XIII; y desembocó en los enfrentamientos campales que motivaron la intervención real, a pesar de que ambos señoríos tenían jurisdicción para dirimir sus disputas fronterizas. Esto nos da idea de que los hechos debían ser graves.
Tras la sentencia dada en 1294, se obliga a acatar los límites de ambas jurisdicciones, fijados en una sentencia previa y que toman como referencia un pozo y una antiquísima vía pecuaria prerromana; pero también les obliga a compartir tierra, pastos y agua de dicho pozo, ubicado en medio de ambos pueblos. La situación se recrudece y el Consejo Real se ve abocado a tomar una decisión contundente: Ordena la separación definitiva de los dos pueblos en 1298 a no menos de una legua en direcciones opuestas de sus emplazamientos primigenios (a las actuales localidades de Villarrobledo -Villarejo de San Nicolás- y Socuéllamos -Villarejo Rubio-) y, además, vuelve a recordar la obligación de acatar los términos fijados. Con siglos de perspectiva, esta solución tan expeditiva ha resultado ser la más acertada pues, desde entonces, estos límites han permanecido inalterados. Esta es la versión tradicional consagrada por la historiografía local. Sin embargo existen serias dudas de que fuera así. Con documentación de la época en la mano, es más factible que Villarejo de San Nicolás fuese la capital de una parroquia, ya desde principios del siglo XIII, que tenía como anejo a El Robredillo (actual Villarrobledo) cuya pujanza, mejor comunicación, condiciones de habitabilidad más saludables y alejamiento de la zona de conflicto, motivó un incremento demográfico notable que originó el cambio de capitalidad entre ambas.